# VESNA – zelena stranka
VESNA – zelena stranka je slovenska izvenparlamentarna politična stranka, ustanovljena 9. februarja 2022. Na ustanovnem kongresu je predstavila program in 4 programske stebre: okolje, demokracija, socialna pravičnost in ustvarjalnost.
Prvi steber Vesninega programa predstavljajo okoljska vprašanja: prehod v trajnostno naravnano in vzdržno družbo brez nižanja demokratičnih standardov. Drugi steber izpostavlja vprašanja demokracije, vladavine prava, pomen civilne družbe, svobodnih in neodvisnih medijev ter pravic žensk in drugih ranljivih skupin. Tretji steber naslavlja teme socialne pravičnosti: vprašanje dostopnosti stanovanj, dostopnega in kakovostnega javnega zdravstva, dela, in novih načinov obdavčitve. Četrti steber programa je posvečen iznajdljivosti, ustvarjalnosti in novim znanjem.

## Zgodovina
Stranko so ustanovili posameznice in posamezniki z izkušnjami na področju varovanja okolja, gospodarstva, lokalne samouprave ter nacionalnih in evropskih politik. Za prva sopredsednika sta bila izvoljena Urša Zgojznik in Uroš Macerl, za prva sopodpredsednika pa Jasmina Jerant in Klemen Belhar. Sopredsednika sta ob ustanovitvi stranke odstopila z vodilnih mest svojih okoljevarstvenih društev: Macerl je že predhodno odstopil z mesta predsednika društva Eko krog, Zgojznik pa po ustanovitvi z dotedanjega mesta predsednice društva Ekologi brez meja.
V začetku septembra 2022 so na skupni tiskovni konferenci sporočili, da bodo na predsedniških volitvah 2022 podprli neodvisnega kandidata Vladimirja Prebiliča. Ta je zasedel četrto mesto med sedmimi kandidat, z 10,60 % glasov.
Junija 2023 je VESNA postala uradna članica Evropske zelene stranke (EPG). Sprejem so v stranki pospremili z besedami, da se s to potezo začenja "prava zelena politika v Sloveniji".

## Državnozborske volitve
| Volitve | Št. glasov | %    | +/–        | Sedeži | +/–        | Mesto | Vlada |
| ------- | ---------- | ---- | ---------- | ------ | ---------- | ----- | ----- |
| 2022    | 16.089     | 1,35 | Stagnacija | 0 / 90 | Stagnacija | 15.   | –     |

### Volitve v državni zbor 2022
Stranka na svojih prvih volitvah ni prestopila parlamentarnega praga, saj je osvojila 1,35 % glasov.

## Lokalne volitve

### Lokalne volitve 2022
Stranka je imela svoje županske kandidate na lokalnih volitvah 2022 v 6 občinah. Samostojne svetniške liste pa je vložila v 12 občinah. Skupno je bilo po občinah izvoljenih 5 svetnikov stranke.
| Občina              | Kandidat               | Rezultat   | Rezultat | Rezultat  |
| Občina              | Kandidat               | Št. glasov | % glasov | Uvrstitev |
| ------------------- | ---------------------- | ---------- | -------- | --------- |
| Ljubljana           | Jasminka Dedić         | 2.796      | 3,16 %   | 7.        |
| Kobilje             | Matej Bukovec          | 76         | 23,46 %  | 2.        |
| Mokronog - Trebelno | Uroš Pikl              | 176        | 10,94 %  | 3.        |
| Moravke Toplice     | Tatjana Vokić Vojkovič | 72         | 2,13 %   | 5.        |
| Turnišče            | Tina Hozjan Žižek      | 225        | 16,85 %  | 2.        |
| Vrhnika             | Marjan Geohelli        | 616        | 9,57 %   | 4.        |

## Evropske volitve
| Volitve | Št. glasov | %     | +/–        | Sedeži | +/–        | Mesto |
| ------- | ---------- | ----- | ---------- | ------ | ---------- | ----- |
| 2024    | 71.023     | 10,53 | Stagnacija | 1 / 9  | Stagnacija | 3.    |

### Volitve v Evropski parlament 2024
Novembra je stranka odprla evidentacijski postopek za oblikovanje liste za evropske volitve. K sodelovanju so povabili vse državljane, poudarili so, da članstvo v stranki ni pogoj za umestitev na listo.
7. februarja 2024 so potrdili, da bo nosilec samostojne strankarske liste kočevski župan Vladimir Prebilič.
8. aprila je Vesna predstavila svojo dokončno listo kandidatov. Nanjo je uvrstila tudi oba sopredsednika stranke ter publicistko Manco Košir.
V ponedeljek, 22. aprila je stranka vložila svojo listo na DVK, in sicer s podporo 1680 volivcev, ki so jih zbrali v treh dneh. Nosilec Vladimir Prebilič je poudaril, da bo njihova kampanja temeljila na vprašanju pravičnega zelenega prehoda.
Zaradi smrti kandidatke Mance Košir dne 2. maja 2024, je Državna volilna komisija 9. maja odločila, da ostane osmo mesto na listi Vesne prazno, z odločitvijo je bila stranka zadovoljna.
1. Vladimir Prebilič
2. Urša Zgojznik
3. Klemen Belhar
4. Marike Grubar
5. Uroš Macerl
6. Andreja Marolt
7. Ibrahim Nouhoum
8. Saša Fras.

9. junija 2024 je stranki uspel preboj v Evropski parlament. Dobila je 10,52 % glasov, evropski poslanec je postal nosilec liste Vladimir Prebilič.